# Сан-Рафел (река)
Сан-Рафе́л (англ. San Rafael River [ˌsan rəˈfel]) — река в юго-восточной части штата Юта (США), правый приток реки Грин-Ривер. Длина реки составляет 179 км (по другим данным, 175 км).

## География

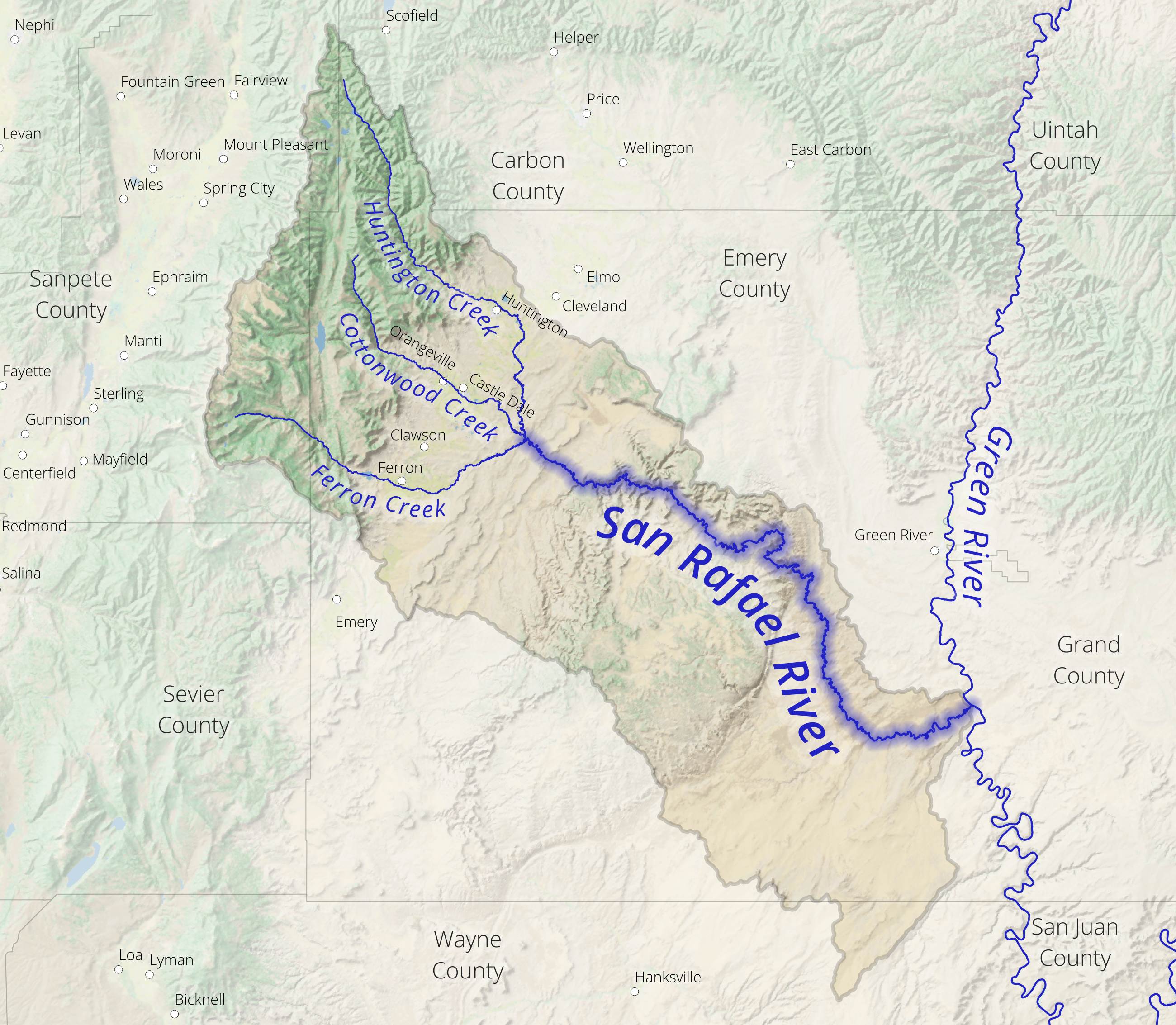
Бассейн реки Сан-Рафел

Река Сан-Рафел начинается в округе Эмери, на высоте 1629 м, при слиянии Хантингтон-Крика и Феррон-Крика. Чуть выше по течению от места слияния с Феррон-Криком в Хантингтон-Крик впадает Коттонвуд-Крик, поэтому в некоторых источниках указывается, что река Сан-Рафел начинается в месте слияния трёх водотоков — Феррон-Крика, Хантингтон-Крика и Коттонвуд-Крика.
После этого река Сан-Рафел течёт в юго-восточном направлении, протекая по округу Эмери. Она впадает в реку Грин-Ривер на высоте 1219 м. В месте впадения реки Сан-Рафел Грин-Ривер служит границей между округами Эмери (на западе) и Гранд (на востоке).
Площадь водосборного бассейна реки Сан-Рафел — 5960 км² (по другим данным, 4500 км²).
Средний расход воды в реке Сан-Рафел вблизи места её впадения в Грин-Ривер — 3,68 м³/c (по усреднённым данным 1910—1918 и 1946—2013 годов).

## История
Река была названа испанскими францисканцами, путешествовашими вдоль торгового пути Олд-Спаниш-Трейл, соединявшего Нью-Мексико и Калифорнию. Францисканцы назвали реку в честь Архангела Рафаила.

## Фауна
В реке Сан-Рафел водятся местные виды Catostomus latipinnis, Catostomus discobolus, Gila robusta, крапчатый ринихт (Rhinichthys osculus), Gila elegans, горбатый чукучан (Xyrauchen texanus) и Ptychocheilus lucius. Из неродных видов упоминаются Cyprinella lutrensis, палевый нотропис (Notropis stramineus), чёрный толстоголов (Pimephales promelas), канальный сомик (Ictalurus punctatus), чёрный сомик (Ameiurus melas), обыкновенный карп (Cyprinus carpio), белый чукучан (Catostomus commersonii), зелёный солнечник (Lepomis cyanellus) и Faxonius virilis.